# Strehlower Bach
Der Strehlower Bach ist ein Nebenfluss des Augrabens. Er entspringt an der Kreisstraße 39 südlich von Gnevkow in Mecklenburg-Vorpommern und fließt an den Orten Letzin und Peeselin vorbei nach Norden. Bei Hohenmocker unterquert er die Bahnstrecke von Demmin nach Altentreptow und mündet wenig später in den Augraben. Die Flächen im Tal des Strehlower Bachs werden vor allem als Grünland genutzt.
Der Strehlower Bach gehört zum Natura-2000-Gebiet Tollensetal mit Zuflüssen.